# Fallout: New Vegas
Fallout: New Vegas je postapokalyptická akční RPG hra z roku 2010, vyvinutá společností Obsidian Entertainment a vydaná společností Bethesda Softworks. Odehrává se v okolí postapokalyptického města New Vegas, postaveného v ruinách Las Vegas. 
Hra samotná je postavená na enginu hry Fallout 3, přičemž bylo přidáno několik nových zbraní, nová herní mapa a pár úprav mechanik, například systém společníků, který byl zjednodušen pro hráče s konzolovým ovladačem.
Děj hry je spin-offem z her Fallout a Fallout 2, které se odehrávají na pobřeží Kalifornie. Děj hry začíná 20. 10. 2281, 4 roky po skončení Falloutu 3, 42 let po skončení Falloutu 2. Příběh se točí kolem konfliktu mezi New California Republic, otrokáři z Cesarovy legie a obyvateli New Vegas. Hlavní dějová linie se dá dokončit čtyřmi způsoby, a přitom tyto způsoby mohou mít desítky alternací.

## Rozšíření
Pro Fallout: New Vegas (FNV) byly vydány 4 přídavky (DLC) distribuované přes internet.
1. Dead Money (Mrtvé prachy): vydáno pro Xbox360 - 21. 12. 2010, PC - 22. 2. 2011 (východní Evropa a Rusko 29. 3. 2011), PS3 - 22. 2. 2011. Jedná se o hororově laděný příběh odehrávající se v kasinu Sierra Madre.
2. Honest Hearts (Čestná srdce): vydáno pro Xbox360 - 17. 5. 2011, PC - 18. 5. 2011, PS3 - 2. 6. 2011 (Severní Amerika), PS3 - 5. 6. 2011 (Evropa). Příběh se odehrává v rezervaci Zion, skalnatém území plném rostlin a domorodců tvořících čtyři indiánské kmeny.
3. Old World Blues (Blues starého světa): vydáno pro Xbox360 - 19. 7. 2011, PC - 19. 7. 2011, PS3 - 19. 7. 2011, PS3 - 21. 7. 2011 (Evropa), PS3 - 28. 7. 2011 (Asie). Děj umístěný do kráteru po bombě, ve kterém je umístěn rozsáhlý výzkumný komplex Big Mountain (Big MT, Big eMpTy, Velká prázdnota).
4. Lonesome Road (Pustá silnice): vydáno pro Xbox360 - 20. 9. 2011, PC - 20. 9. 2011, PS3 - 20. 9. 2011, PS3 - 21. 9. 2011 (Evropa). Závěrečný přídavek, ve kterém se hráč ocitne na nehostinném území Divide (Propast), které prodělalo zemětřesení. Potká zde původního kurýra.
5. Gun Runners' Arsenal (Arsenál pašeráků zbraní): vydáno pro Xbox360 - 27. 9. 2011, PC - 27. 9. 2011, PS3 - 27. 9. 2011 (Evropa). Tento datadisk nerozšiřuje příběh hry, ale přidává nové zbraně, jejich modifikace a silnější typy munice.
6. Courier's Stash (Kurýrova skrýš): vydáno pro Xbox360 - 27. 9. 2011, PC - 27. 9. 2011, PS3 - 27. 9. 2011 (Evropa). Stejně jako datadisk Gun Runners' Arsenal i tento rozšiřuje pouze věci. Datadisk obsahuje balíček strážce karavany, klasický balíček, žoldácký balíček a nájezdnický balíček.